# Leucilla hirsuta
Leucilla hirsuta är en svampdjursart som beskrevs av Tanita 1942. Leucilla hirsuta ingår i släktet Leucilla och familjen Amphoriscidae.
Artens utbredningsområde är havet kring Japan. Inga underarter finns listade i Catalogue of Life.